# Manuel Rodríguez de Guzmán
Manuel Rodríguez de Guzmán, né à Séville le 20 juin 1818 et mort à Madrid en 1867, est un peintre espagnol romantique, qui appartient au courant artistique du costumbrismo.

## Biographie
Manuel Rodríguez de Guzmán se forme à la Real Academia de Bellas Artes de Santa Isabel de Hungría dans sa ville natale où il est l'élève de José Domínguez Bécquer ; en 1852, il y est nommé professeur adjoint de dessin, sans rémunération.
En 1854, il s'installe à Madrid, travaille pour l'ambassadeur britannique et reçoit des commandes pour la cour au sein du cercle andalou d'Antonio María Esquivel et de José Gutiérrez de la Vega, par le biais de la Société de protection des beaux-arts dont il est membre. La reine Isabelle II lui passe commande de tableaux représentant des scènes typiques de chacune des provinces espagnoles, ainsi qu'une série chronologique de portraits des rois d'Espagne.

## Œuvres
Ses tableaux les plus représentatifs sont des scènes populaires se déroulant en Andalousie, telles que La Procession du Rocío (1853), La Foire de Santiponce (1855) considérée comme son chef-d'œuvre, La Foire de Séville (1855) et Boleras del beso (Musée des Beaux-Arts de Séville), ou des scènes madrilènes comme Lavandières au bord du Manzanares et Bal champêtre à Virgen del Puerto (1856), dont certaines ont été commandées par la reine Isabelle II. Il a peint des tableaux historiques, comme La Prise de Vélez par Ferdinand le Catholique, Pierre Ier ordonnant de jeter par la fenêtre le cadavre de son frère qu'il avait fait assassiner, La Bataille d'Otumba en 1842 et Portrait du roi wisigoth Euric. Il peint également des tableaux d'inspiration littéraire comme en 1858 Rinconete y Cortadillo inspirée de la nouvelle du même nom de Cervantes, pour lequel il reçoit une mention honorable à l'Exposition nationale des beaux-arts.

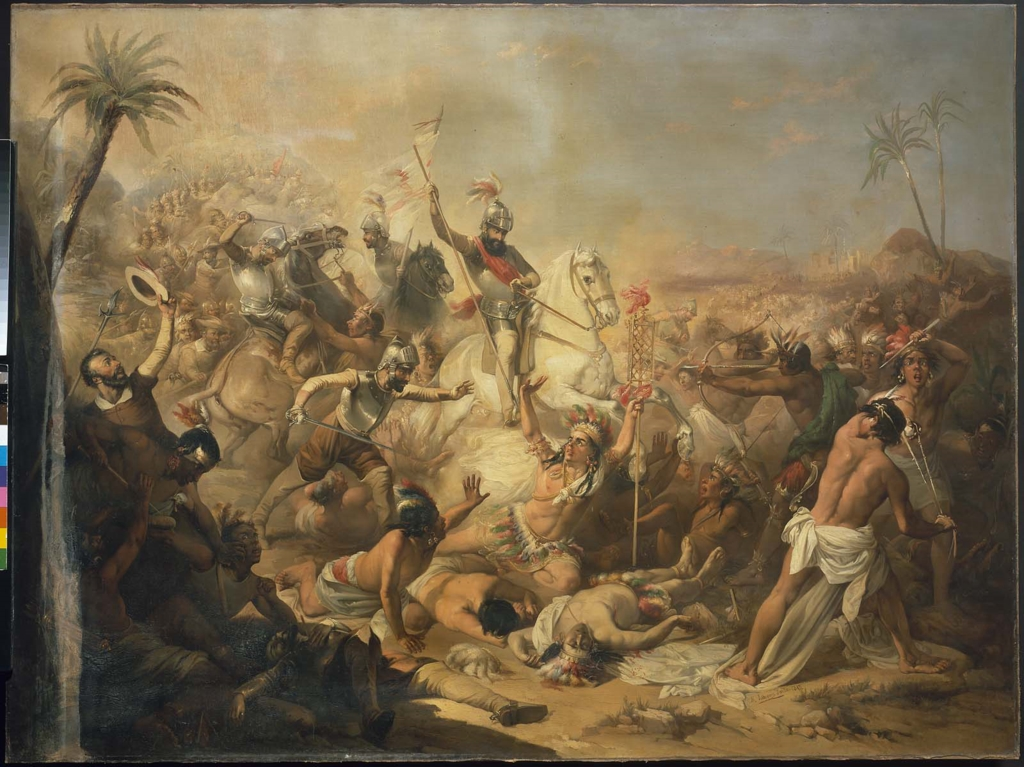
Bataille d'Otumba, huile sur toile, 1842, Boston, Musée des Beaux-Arts.
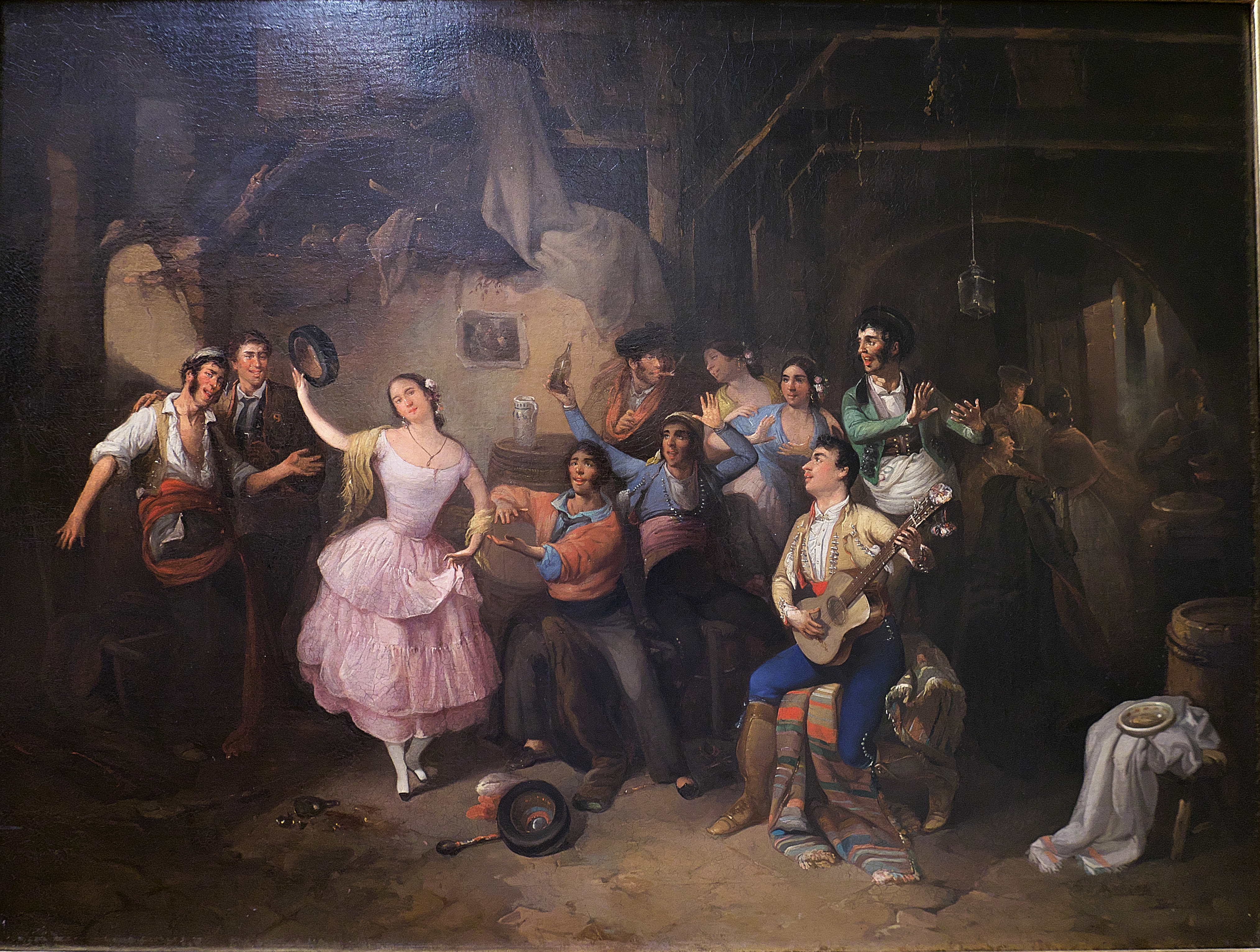
Danse de taverne, huile sur toile, 1854, Séville, Musée des Beaux-Arts.
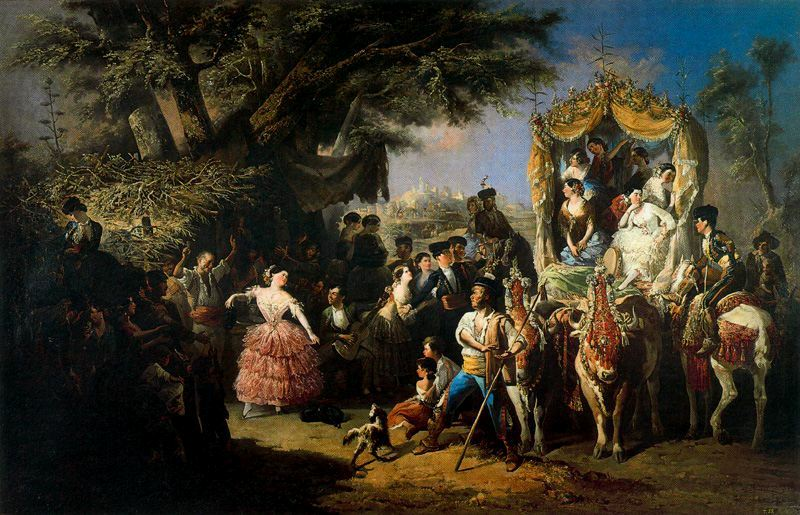
La foire de Santiponce, huile sur toile, 1855, Madrid, Musée du Prado.
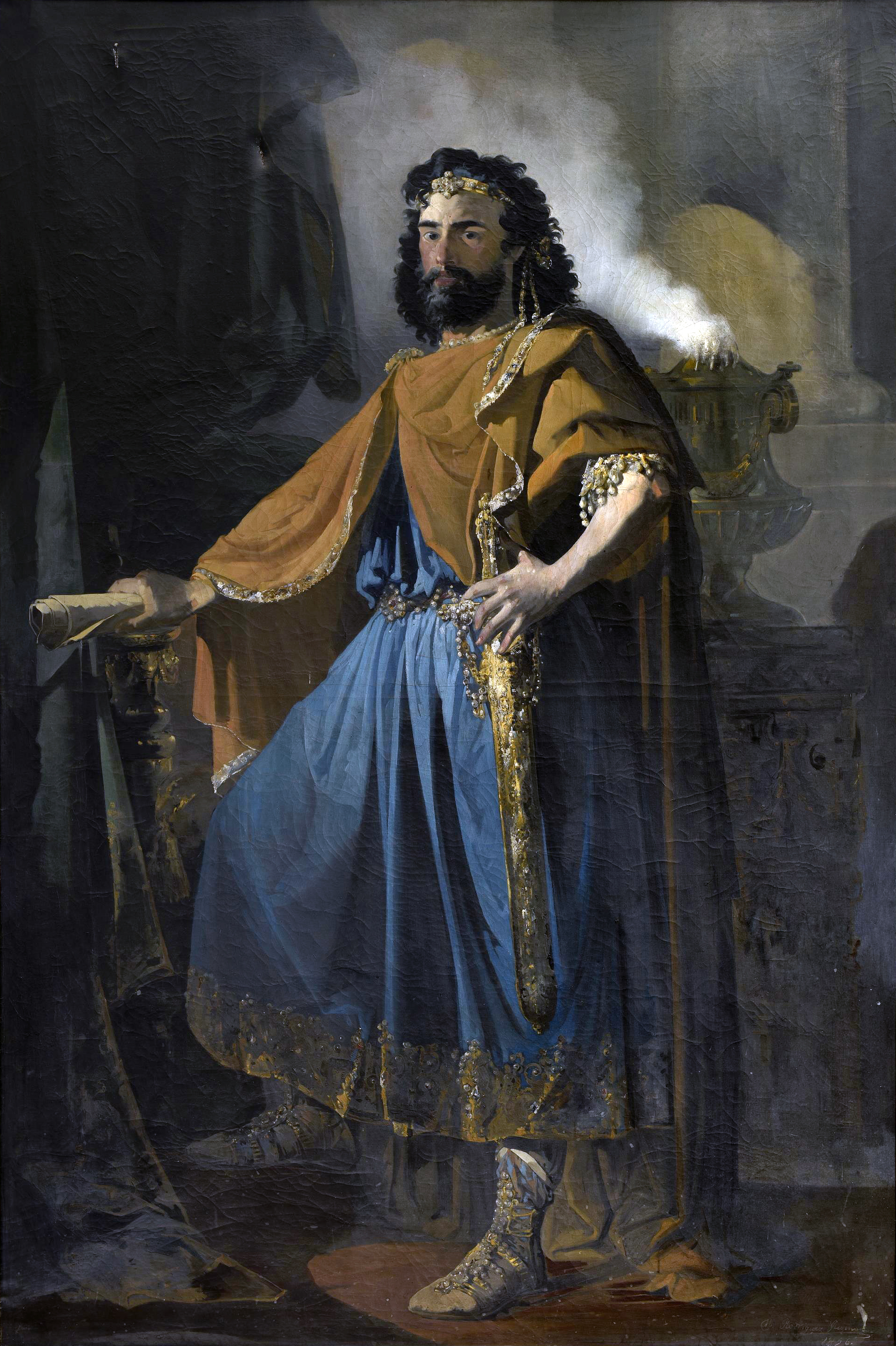
Euric roi des Wisigoths, huile sur toile, vers 1855, Madrid, Musée du Prado.
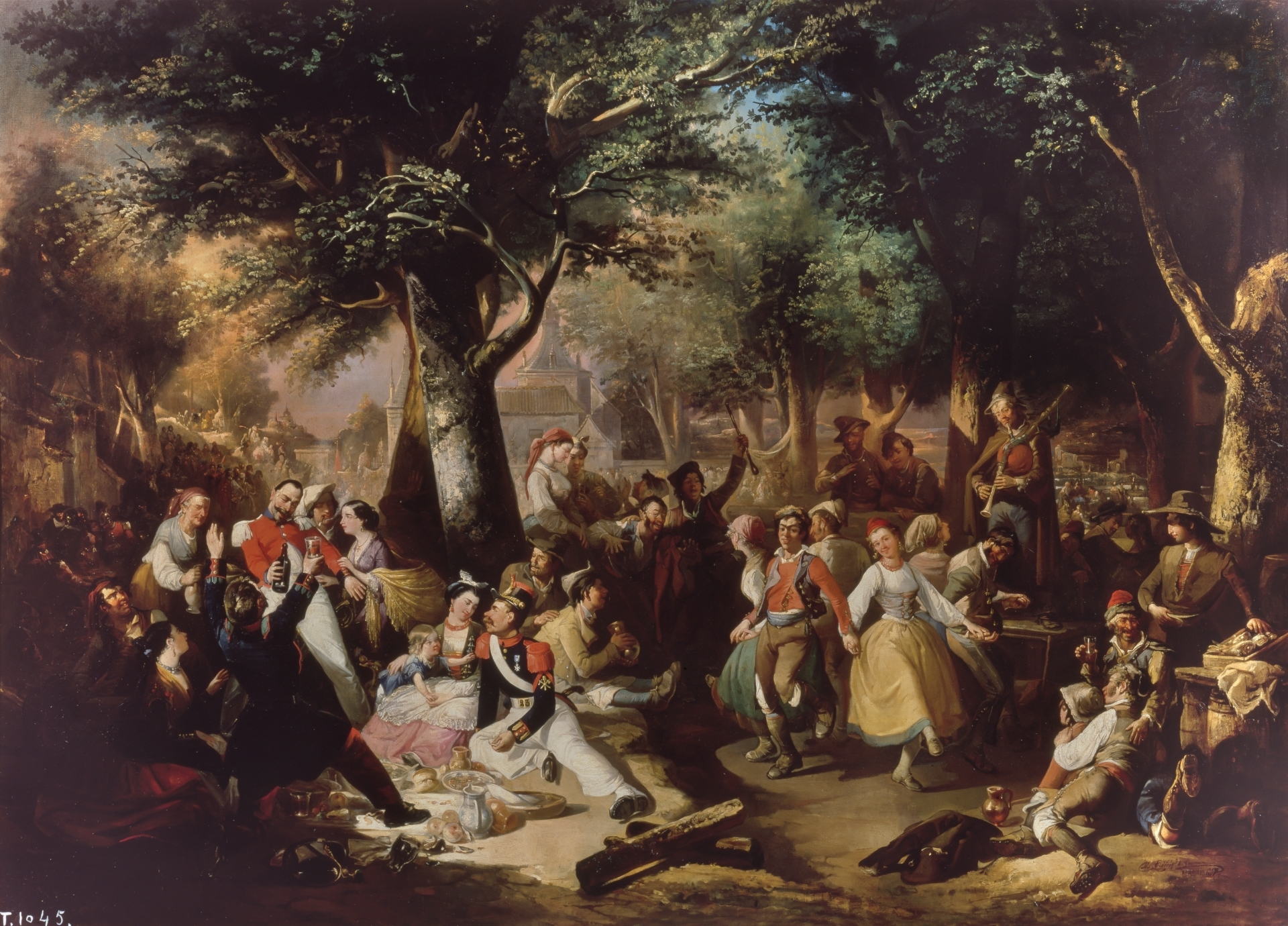
Bal champêtre à Virgen del Puerto, 1855, Madrid, Musée du Prado.
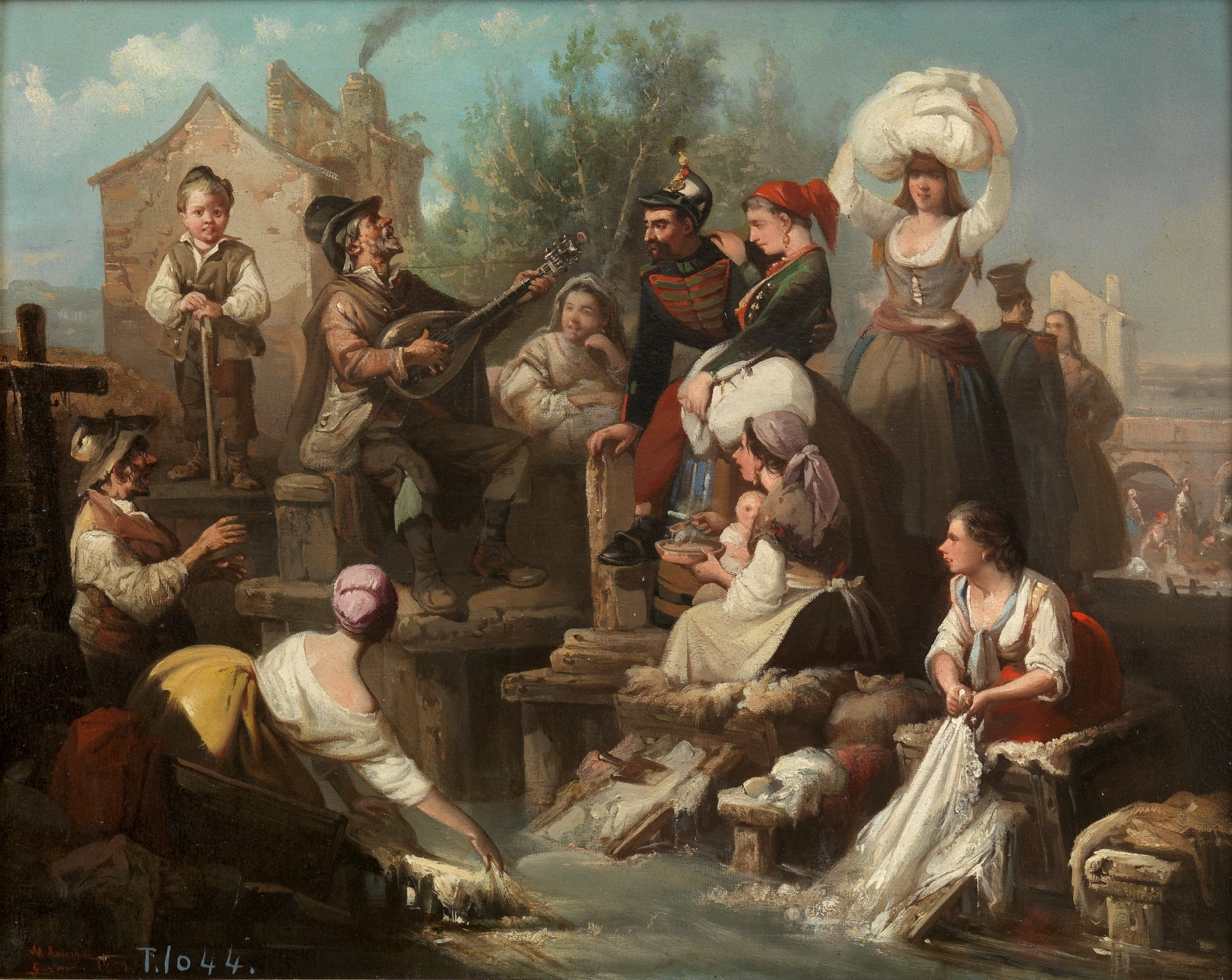
Lavandières au bord du Manzanares à Madrid, huile sur toile, 1859, Madrid, Musée du Prado.
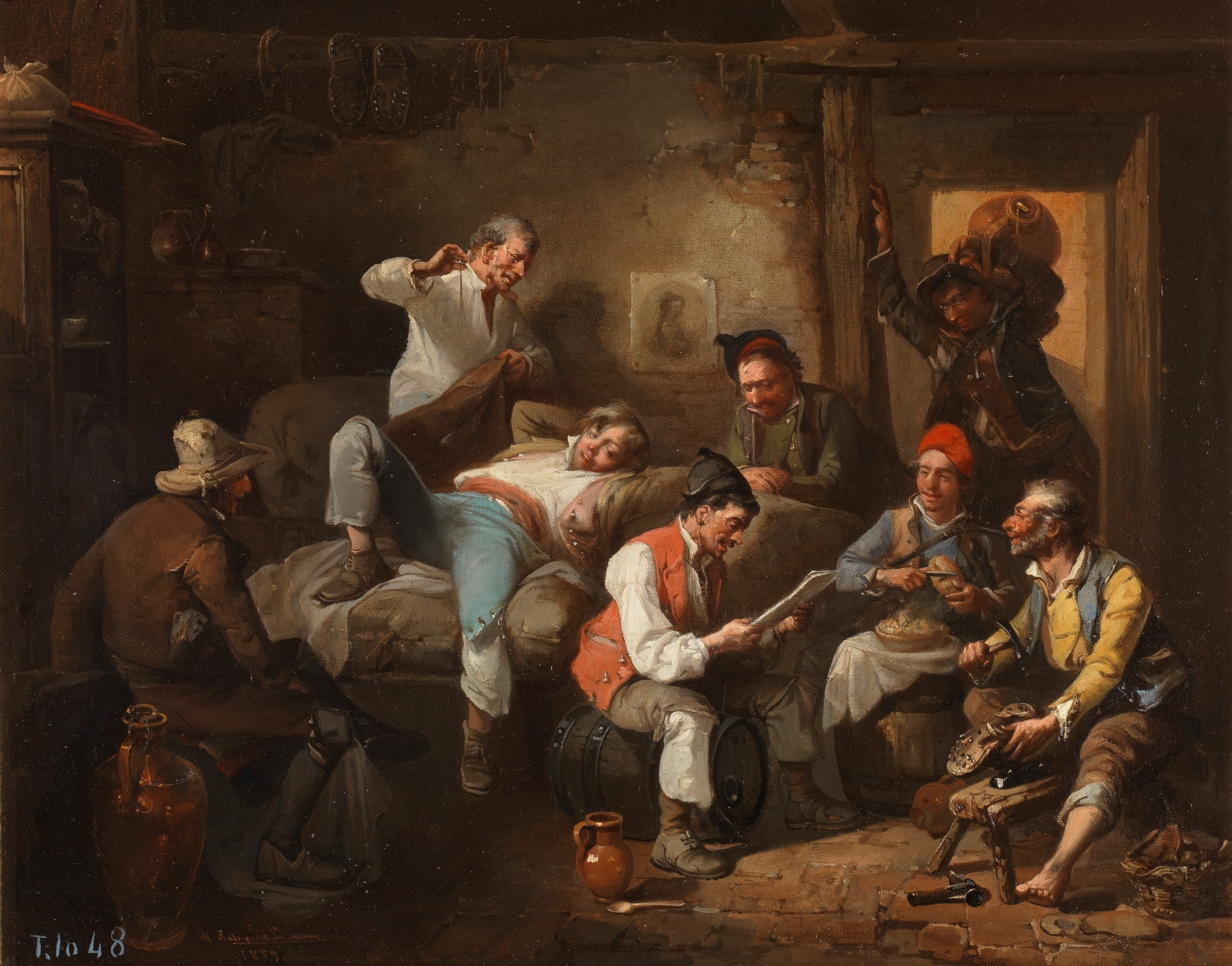
Intérieur de porteurs d'eau galiciens à Madrid, huile sur toile, 1859, Madrid, Musée du Prado.